# Laguiole (Käse)
Der Laguiole, manchmal auch Fourme de Laguiole ist ein französischer Schnittkäse aus roher Kuhmilch. Er ist nach der Kleinstadt Laguiole benannt und stammt ursprünglich aus dem Aubrac, einer etwa 800 bis 1400 m hoch gelegenen Landschaft im südwestlichen Zentralmassiv in Frankreich. Als AOC- bzw. AOP-Käse darf er nur in einigen Orten der Départements Aveyron, Cantal und Lozère in der südlichen Auvergne hergestellt werden.

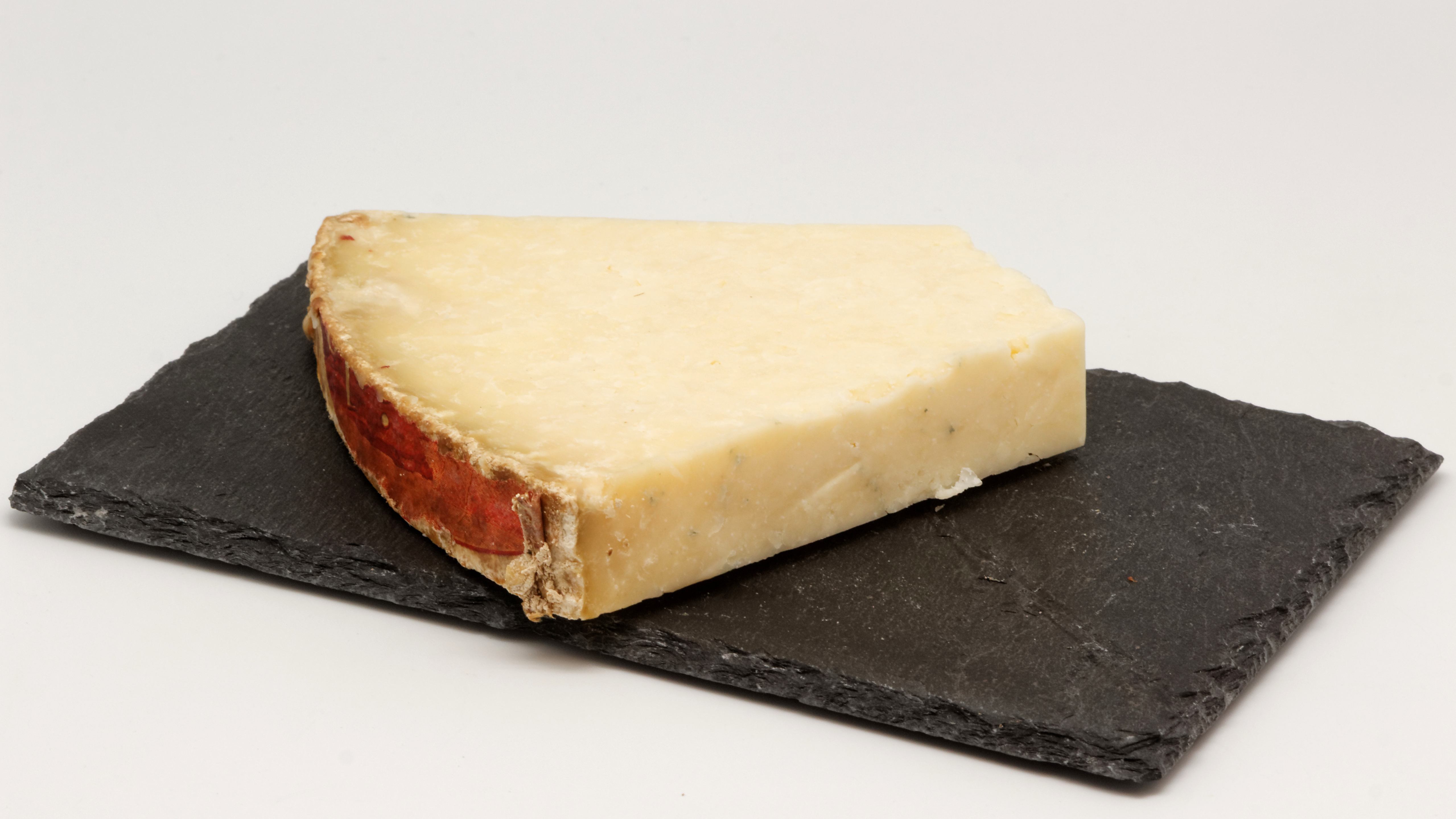
Laguiole-Käse

## Geschichte
Die Käseherstellung in der Auvergne hat eine lange Tradition – bereits der Römer Plinius der Ältere berichtet in seiner Naturalis historia, Buch 11, darüber. Der Laguiole hat seinen Namen von dem Dorf auf dem Plateau von Aubrac. Erstmals wurde der Laguiole namentlich im 4. Jahrhundert erwähnt. Die einheimische Überlieferung berichtet, der Laguiole sei anfangs, im 19. Jahrhundert in den Bergen von Aubrac von Mönchen eines Klosters hergestellt worden, die den Almhirten (franz. buronniers) ihr Rezept beibrachten. Der Laguiole wird heute in den burons, den Sennhütten, hergestellt. Anfang des 20. Jahrhunderts erreichte die Produktion ihren Höhepunkt, 1200 Almhirten produzierten jeden Sommer 770 Tonnen Laguiole. Ende des 19. Jahrhunderts wurde das Dorf Laguiole nach der Gründung eines Verkaufsverbandes zum Zentrum der Produktion; trotz der Aufgabenerweiterung des Verbandes auch zum Schutze der Marke 1939 war die Produktionsmenge mangels Arbeitskräften rückläufig, die Zahl der burons sank auf 55 und in den 1950er-Jahren betrug die Jahresproduktion nur noch 33 Tonnen. Durch Gründung der Coopérative Fromagère Jeune Montagne 1960 wurde später im Jahre 1976 die Ganzjahresproduktion des Laguiole durchgesetzt – 1991 wurden in 47 Dörfern wieder 649 Tonnen produziert. Im Jahre 2023 waren es 623 Tonnen, davon 31 Tonnen fermier.
Mit Einführung des milchreicheren Holstein-Rindes 1981 wurde das bisher ausschließlich verwendete Aubrac-Rind in der Produktion langsam verdrängt und die Qualität des Laguiole sank aufgrund des niedrigen Eiweißgehaltes der Holstein-Kuhmilch. Weil das Holstein-Rind darüber hinaus Anpassungsschwierigkeiten an die natürlichen Gegebenheiten des Aubrac-Gebirges zeigte, wechselte man schließlich auf die Schweizer Rinderrasse Pie-Rouge-de-l'Est – einem Rind mit einer Milchleistung von 4800 Liter in 300 Tagen bei gleichzeitig hohem Eiweißgehalt von 3,25 %.
1976 wurde dem Laguiole die erste AOC-Plakette erteilt.

## Beschreibung
Der Laguiole hat eine zylindrische Form. Der Durchmesser beträgt 30 bis 40 Zentimeter, das Verhältnis von Höhe zu Durchmesser beträgt 0,8 bis 1,  und er wiegt zwischen 20 und 50 Kilogramm. Die natürliche dicke Rinde ist trocken und weiß-orange-farben, sie wird mit zunehmender Reifung dunkler. Der Teig ist goldfarben und die Konsistenz des noch jungen Käses ist geschmeidig und elastisch; je älter er wird, umso brüchiger ist er.

## Herstellung
Nach handwerklicher Tradition wurde der Laguiole früher in Sennereien mit der Milch der Aubrac-Rinder hergestellt. Heute stellt nur noch die Molkerei der im Jahr 1960 gegründeten Coopérative Fromagère Jeune Montagne den Käse in Laguiole her und verwendet dafür auch die Milch vom Simmentaler Fleckvieh (3,7 % Eiweißgehalt der Milch. Zum Vergleich: der Milch-Eiweißgehalt der ursprünglich verwendeten Rinderrassen betrug 3,25 %.) An mindestens 120 Tagen pro Jahr werden die Kühe auf der Weide gehalten. Der geformte Käsebruch reift etwa zwei Tage unter der Presse; danach wird er ein zweites Mal zerkleinert, der Teig gesalzen und in eine mit einem speziellen Tuch ausgelegte Form gefüllt. Nach einem erneuten Pressen reift der Käse bei regelmäßigem Abreiben und Wenden zwischen 4 und 9 Monaten in Kellern bei 6 bis 12 °C und mindestens 90 % Luftfeuchtigkeit.

## Geschmack
Von der Art und Form sowie vom Geschmack her ist der Laguiole mit dem Cantal- und dem Salers-Käse verwandt, die nach der gleichen Methode hergestellt werden. Der Laguiole hat einen Fettgehalt von 45 % Fett i. Tr. und einen Trockemasseanteil von 58 Gramm pro 100 g Käse; er ist leicht säuerlich und sehr aromatisch und pikant. Er eignet sich zum Verzehr auf Brot; als geriebener Käse wird er gerne zum Überbacken von Aufläufen und Gratins eingesetzt. Cantal-, Salers- oder Laguiole-Käse sind unverzichtbare Bestandteile des aligot, einem regionaltypischen Gericht.